# Gaetano Erba
Gaetano Erba (ur. 2 stycznia 1960) – włoski lekkoatleta specjalizujący się w biegach średnio i długodystansowych.

## Kariera sportowa
W 1978 r. reprezentował Włochy na rozegranych w Glasgow mistrzostwach świata juniorów w biegach przełajowych, zajmując indywidualnie 45. miejsce, natomiast z drużyną – 8. miejsce. W 1979 r. odniósł w Bydgoszczy największy sukces w karierze, zdobywając z czasem 5:27,44 tytuł mistrza Europy juniorów w biegu na 2000 metrów z przeszkodami.

## Rekordy życiowe
- bieg na 1500 metrów – 3:41,00 – Mantua 24/09/1980
- bieg na 2000 metrów z przeszkodami – 5:27,44 – Bydgoszcz 18/08/1979
- bieg na 3000 metrów z przeszkodami – 8:43,90 – Rovereto 13/09/1980